# Cycethra frigida
Cycethra frigida är en sjöstjärneart som först beskrevs av Jean Baptiste François René Koehler 1917.  Cycethra frigida ingår i släktet Cycethra och familjen Ganeriidae. Inga underarter finns listade i Catalogue of Life.